# 合作社
合作社（がっさくしゃ）は 、中華人民共和国（中国）の地域の協同組合。信用、運輸、供給、消費、生産などの分野に分かれる。合作社の起源は中華民国期に始まり、中華人民共和国になって発展し資本主義経済から社会主義経済に転化させる過渡的な役割を果たした。1958年に合作社は人民公社に発展的に解消された。
中華民国政府が移転した台湾では現在でも、日本の信用協同組合に相当する「信用合作社」がある。